# Jeux du Val-de-Marne
Les Jeux du Val-de-Marne sont une compétition omnisports créée en 1967 par le Conseil général et qui se déroule chaque année dans le département du Val-de-Marne. La 40e édition s'est tenue en juin 2006.
Cette compétition ouverte à toutes les catégories d'âge implique plus de 130 000 participants. Il y eut 3 000 participants pour la première édition en 1967. Le comité d'organisation associe les autorités du département et les comités sportifs départementaux.
Les épreuves se tiennent à travers l'ensemble du département avec deux pôles principaux : le parc interdépartemental des sports de Choisy-le-Roi, et le Parc de Tremblay à Champigny-sur-Marne. À noter que ces compétitions accueillent les licenciés et les non licenciés, mais aussi les licenciés scolaires ou corpos[Quoi ?].